# محمية ياكيما

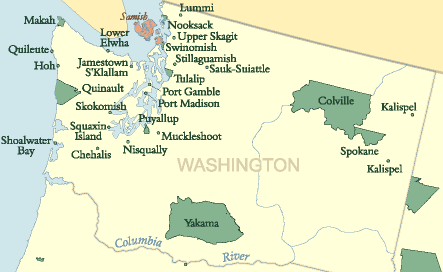

.

## المقدمة
محمية ياكاما الهندية هي محمية للسكان الامريكين الاصلين في ولاية واشنطن وتعود اصولها إلى القبائل والعصابات من أمة ياكاما ومعترف بها فيدراليا.وتتكوم القبيلة من شعب كليكيتات، وبالوس، والوالا، وانابام، ويناتشي، ويشرام، وشعب ياكاما.اختلف العلماء على أصل الاسم "ياكاما". كلمات اللغة ال"ساهابتيّة"، “E-yak-ma”، وتُلفظ بالعربيّة "إي-ياك-ما"، تعني "العائلة متواصلة النمو. علماءٌ آخرون ينوهون للكلمة“yákama” والتي تعني "الدب الأسود"، وغيرهم ينوهون لِـ”ya-ki-ná” والتي تعني "المهرب". تمت الإشارة لهم أيضا بالـ"وابتانيّين"، أي سكان النهر الضيّق، وبالـ"Pa’kiut’lĕma" والتي تعني أهل الفراغ، الذي يصف موقع القبيلة عند نهر الياكيما. يشيرُ شعب الياكاما لأنفسهم بالماماتشاتبام. في عام 1805 أو 1806، صادف موعدُ رحلة لويس وكلارك، وذلك كان من ملتقى نهريّ الياكيما وكولومبيا. وبعد فترةٍ قصيرة، قدم الصيادون الأمريكيون والبريطانيون البضائع الجاهزة لشعب الياكاما. وتبعهم السكان الجدد وعمال المناجم وآخرون بأعداد متزايدة.

## الموقع:-
تقع محمية ياكيما على الجانب الشرقي من جبال كاسكيد في ولاية واشنطن الجنوبية حيث يقع الجزء الشرقي من جبال ادمز داخل اراضي المحمية وتبلغ مساحة المحمية 2.185.94 ميل مربع (5.661.56 كيلومتر مربع)وبلغ عدد سكان المحمية عام 2000(31.799 الف نسمة) حيث تمدد اراضي المحمية من قطعة ياكيما والطرف الشمالي من محافظة klickitat ويمر قسم صغير من الجزء الجنوبي الشرقي من مقاطعة لويس وتعد مدينة توبينيش أكبر مدن المحمية

## النشأة
انشات المحمية نتيجة معاهدة واشنطن سنة 1855 برئاسة اسحاق ستيفن وممثل عن قبيلة يوكيما لسكان الاصلين الذي لم تكن لهم سلطة للتنازل عن هذه الأرض حيث انه لم يتم الموافقة بالاجماع على هذه المعاهدة من قبل المجلس القبلي واصبح في نزاع حول المعاهدة التي ادت إلى حرب ياكيما عام 1855-1858 التي شنت ضد الولايات المتحدة لحقتها حرب بانكوك عام 1878 ونتيجة لهذه الاحداث قامت الولايات المتحدة باجبار قبائل البايوت على الخروج من ولاية نيفادا واحتجازهم بالرغم ان العديد منهم لم يشارك في الحرب وتم حرمان أكثر من 500شخص من البايوت ان يعودو الي نيفادا واجبرو على المنافسة فيما بينهم للعيش ضمن مصادر محددوده والعيش مع اشخاص لاكثر من قرون ولم يعودو البايوت الي نيفادا الا عام 1886نتيجة توسع Duck valley وتم لم شملهم مع الشوشون الغربيين.وعلى الرغم من أن المعاهدة دعت إلى فترة سنتين للسماح لمختلف القبائل بالهجرة إلى أراضيها وإعادة توطينها، إلا أن الحاكم ستيفنز أعلن أن الأراضي الهندية مفتوحة للمستوطنين البيض بعد اثني عشر يوما من توقيع المعاهدة (إنات 253-254). ودعا كامياكين رئيس ياكاما القبائل التي تم خداعها لمعارضة هذا الإعلان بقوة، ولكن ليس قبل أن يبنوا قوتهم لمعارضة الجيش. الأمور تتحرك بسرعة كبيرة وبعد ذلك بوقت قصير بدأت سلسلة من الغارات، والغارات المضادة والفظائع المتبادلة. وأصبحت هذه الانتفاضة تعرف باسم حرب ياكيما. واستمرت الحرب حتى عام 1859، عندما انتهت المرحلة الأخيرة، المعروفة باسم حرب كور دي ألين. قبلت ياكاما تحفظها ولا تزال تسكن هناك اليوم. بالإضافة إلى ياكيما، وبعض بايوتس وعدد قليل من أفراد القبائل الأخرى يقيمون على حجز ياكاما.
لاستيعاب طمع السكان البيض (ذوي العرق الأبيض) في الأراضي والموارد، قام حاكم واشنطن والوسيط الهنديّ (من الهنود الحمر) بوضع معاهدة ياكاما في 9 يونيو 1855، التي كانت بين قبيلة الياكاما و13 قبيلةً أخرى. حيث تنازل فيها الهنود الحمر عن 11.5 مليون فدان للولايات المتحدة الأمريكية. وبالرغم عن تنازل الياكاميّين عن 10828800 فداناً للحكومة الأمريكية، إلا انهم حفظوا حقوقهم في صيد الأسماك والحيوانات فيها. وافقت تلكَ القبائل أيضاً على الانتقال للعيش في محميات أخرى والحصول على مميزات فيدرالية. المعاهدة أعطت مدة سنتين للقبائل ليقوموا بالانتقال للمحمية الجديدة، لكن المحافظ ستيفينز قام بفتح الأراضي للمستعمرين البيض بعدَ أقل من سنتين من توقيع المعاهدة.
قائدٌ ياكاميّ، كامياكين، حرض القبائل على مواجهة الإعلان. بعض القبائل اتحدت مع بعضها البعض تحت قيادة كامياكين. وتمكن الهنود الحمر من مقاتلة الجيش الأمريكي لثلاثِ سنواتٍ تقريباً، في انتفاضةٍ سميت بحرب ياكيما (1855- 1858). هنودٌ حمرٌ آخرون في نفس المنطقة قاوموا أيضاً. 
محمية طبيعية

## أمة متنوعة
وفقا لمتحف ياكاما الأمة والمركز الثقافي، كان أسلاف ياكاماس اليوم من القبائل والعصابات المختلفة. كل منها كان مجموعة متميزة يقودها مجلس من القادة، وتحدثت كل قبيلة أو فرقة لغتهم الأصلية، وكانوا على صلة وثيقة مع قبائل هضبة حوض كولومبيا الأخرى.
التمسك بالإيمان: قال بينكهام: "نحن متنوعون دينيا. "لونغوس، الهزازات، وحضور الكنيسة الناس. نحن نحترم جميع الديانات ".واضاف سيلام "اننا نتعلم احترام الجميع مهما كانت الاختلافات. في وقت الصراع، سواء داخل أنفسنا أو غيرهم، ونحن تعلمنا أن نغفر، نصلي، والغناء ".
```
العلم:

فوق النسر هو «نجمة الصباح» رمزا للتوجيه والقيادة والانحناء حول جبل آدمز أربعة عشر نجوم ذهبية و 14 ريش النسر تكريم فرق من الأمة ياكاما. ويمثل الريش القادة الأربعة عشر الذين وقعوا على معاهدة عام 1855، في حين تمثل النجوم الأربعة عشر القبائل والعصابات الكونفدرالية لأمم ياكاما الهندية. اسم القبيلة وتاريخ المعاهدة يكملان التصميم.
```

التمسك بالطريقة: «تقاليدنا وتقاليدنا مقدسة على أعلى مستوى من الاحترام لأولئك الذين ينقلون المعرفة ويعبرون التعاليم». «نحن نكرم أول الأطعمة لدينا، وتغيير المواسم ومعالم الحياة مع الحفل التقليدي. ونحن نسعى جاهدين للعيش بطرق حياتنا التقليدية يوميا، حتى لا يموتون مع شيوخنا».
الهوية الفخورة: «إن شعبنا يحب الرقص، سواء كنا نرقص على أرضية البيت الطويل أو على أرضية كنيسة شاكر أو على الأرض المفتوحة من الوعاء». «نحن نحب أن اللباس في أرقى لدينا وتظهر لك ما نحن عليه: الشعب ياكاما».
اللغات: الإنجليزية، ساليش, شينوكين
الديانة: واشات (سبعة طبل)الهزازالطوائف المسيحية

## أرض الكثير من الجمال
دولة ياكاما هي أرض متنوعة. تشمل مناطق محمية ياكاما والمناطق المتنازل عنها 1280 قدما من جبل آدمز و «نهر ياكيما ووادي الطب والغابات دائمة الخضرة والمروج وشلالات سيليلو وفورت سيمكو ونهر كولومبيا والتلال الجميلة». «لقد كرمنا دائما ونحترم الطبيعة الأم. انها تعطينا هاكليبيريز لدينا، والجذور، الكرز الاختناق، الغزلان والسلمون.»

## التمسك بالبيئة
تعتمد ياكاما باور، وهي أداة ياكاما للأمة، نهجا ثقافيا لتوليد الطاقة الكهربائية: «كن محترما ولا تأخذ سوى ما تحتاج إليه. يمكن أن نختار الرياح والمياه والشمس والكتلة الحيوية أو الجغرافية الحرارية للحصول على الكهرباء لدينا نحن نعتمد فقط على الطبيعة وليس على مقدمي الطاقة الآخرين». ياكاما للطاقة هي مبتكرة في توليد الكهرباء. ويستخدم المياه الذي يتدفق من خلال قنوات الري لمشروع واباتو لتحويل توربينات. يمكن لمولدات النظام إنتاج ما يكفي من الكهرباء لتشغيل أكثر من 4000 منزل.

## التعليم، واقتصاد
الأمة ياكاما هي موطن لجامعة التراث، التي تقدم شهادة البكالوريوس، والماجستير، ودرجة الماجستير في عدد من التخصصات الأكاديمية. جامعة التراث هي كلية مستقلة تقع على حجز ياكاما، ولكن لا ينتمي مع الأمة ياكاما.تأسست التراث ككلية في عام 1981 من خلال الزخم من اثنين من النساء ياكاما الأمة الذين يريدون مكانا للتعليم العالي التي يمكن الحصول على وتوسيع برامج التوعية التي قدمت كلية فورت رايت من سبوكان في بلدة الأمة ياكاما توبينيش وفي قبائل كولفيل بلدة أوماك. تم تسمية التراث في عام 2004.
تبادل المعرفة: افتتح متحف الأمة ياكاما والمركز الثقافي في عام 1980 وهي واحدة من أقدم المتاحف الأمريكية الأصلية في الولايات المتحدة. من بين ما يقدر بنحو 250 أو أكثر من هذه المتاحف، 20 فقط من كبار السن، وفقا لمسح أجرته الجمعية الأمريكية للدولة والتاريخ المحلي.المتحف هو جزء من الحرم الجامعي المركز الثقافي في البلاد، والذي يضم قاعة المعرض 12,000 قدم مربع، ومركز الثقافية مركز الهدايا، مطعم التراث، مسرح التراث، مكتبة ياكاما الوطنية، ودار الشتاء. والمركز الثقافي مفتوح لعامة الناس سبعة أيام في الأسبوع.الأمة ياكاما هي موطن لجامعة التراث، التي تقدم شهادة البكالوريوس، والماجستير، ودرجة الماجستير في عدد من التخصصات الأكاديمية. جامعة التراث هي كلية مستقلة تقع على حجز ياكاما، ولكن لا ينتمي مع الأمة ياكاما.تأسست التراث ككلية في عام 1981 من خلال الزخم من اثنين من النساء ياكاما الأمة الذين يريدون مكانا للتعليم العالي التي يمكن الحصول على وتوسيع برامج التوعية التي قدمت كلية فورت رايت من سبوكان في بلدة الأمة ياكاما توبينيش وفي قبائل كولفيل بلدة أوماك. تم تسمية التراث في عام 2004.
اقتصاد ياكاما قبل الإتفاق:صيد السمكمنتجات الأسماكنفطجلود وفراءمجوهرات وأعمال فنيةالكلاب والخيول
اقتصاد ياكاما اليوم:حديقة المركبات الترفيهيةحديقة واباتو الصناعيةإنتاج البساتينمركز ياكاما الثقافيمطعم هريتاد إن.ولكن مع الحفاظ على التقاليد كاللباس وصيد الاسماك وغيرها

## إدارة شؤون المحمية
وتوظف المؤسسات المملوكة للحكومة أشخاصا في الزراعة والاتصالات ووسائل الإعلام، والمحافظة على الثقافة، والتعليم، والترفيه، وإدارة الأراضي والموارد، وإدارة الحياة البرية، والمرافق العامة.وهناك 55 دائرة حكومية، من بينها الأعمال التجارية والتنمية الاقتصادية والتعليم والبيئة والصحة والخدمات الإنسانية والقانون والعدالة والموارد الطبيعية.
1. ↑  "معلومات عن محمية ياكيما على موقع catalog.archives.gov". catalog.archives.gov. مؤرشف من الأصل في 2022-01-23.
2. ↑  "معلومات عن محمية ياكيما على موقع viaf.org". viaf.org. مؤرشف من الأصل في 2022-01-23.
3. ↑  "معلومات عن محمية ياكيما على موقع geonames.usgs.gov". geonames.usgs.gov. مؤرشف من الأصل في 2021-04-25.

‌